# Pere Planella i Reixach
Pere Planella i Reixach (Olot, Garrotxa, 28 d'abril de 1948) és un director de teatre i professor d'interpretació català.

## Biografia
Pere Planella és llicenciat en Art Dramàtic per l'Institut del Teatre. Va fer estudis amb diferents professionals del teatre i la interpretació com Ricard Salvat, Iago Pericot, Fabià Puigserver, William Layton i Coralina Colom. També va fer estudis al Centre Internacional CUIFERD de Nancy (França) i a diverses escoles de teatre a Nova York.
Ha impulsat o participat en moltes activitats relacionades amb el teatre a Catalunya. És membre fundador del Teatre Lliure, (1976) i també cofundador amb Guillem-Jordi Graells de la companyia teatral Zitzània Teatre, (1982).
Ha tingut una dilatada experiència professional com a professor d'interpretació. Ha estat professor de l'Escola d'Art Dramàtic Adrià Gual, (1970-1972). Des del 1973 és professor d'interpretació a l'Institut del Teatre, adscrit al Departament de Tècniques d'Interpretació del qual va ser cap del 1996 al 1999. És representant per part de l'Institut del Teatre a la Comissió de la Unió Europea del programa informàtic CATS. Coordinador de l'enregistrament en vídeo del curs impartit per Coralina Colom i Salvador Oliva, El text: veu, dicció, i interpretació. També és col·laborador habitual de la Universidad de Bellas Artes de Bilbao, on imparteix anualment un curs d'interpretació.
L'any 2020 va rebre una de les Beques per a la creació literària de la Institució de les Lletres Catalanes pel projecte Desmemòries d'un director d'escena.

## Tallers
Ha realitzat diversos tallers a l'Institut del Teatre:
- L'Orestiada, d'Èsquil
- El extraño jinete, de Michel de Ghelderode
- Lisístrata d'Aristòfanes
- El bon doctor, de Neil Simon
- La malaltia de la joventut, de Ferdinand Bruckner
- Faust, de Goethe
- La Txekehoviana, d'Anton Txékhov
- El joc de l'amor i de l'atzar, de Pierre de Marivaux
- Nits de reis, de William Shakespeare
- Les troianes, versió de Jean-Paul Sartre
- El conte d'hivern, William Shakespeare
- Les mosques, de Jean-Paul Sartre
- El cercle de guix caucasià, de Bertolt Brecht
- Treballs d'amor perduts, de William Shakespeare
- La tràgica història de Miquel Kolhas, de Josep Palau i Fabre
- Misantrop, el musical, de Molière / Joan Oliver / Mariona Vila
- Somni d'una nit d'estiu, de William Shakespeare
- Els jocs florals de Canprosa, de Santiago Rusiñol
- Mesura per mesura, de William Shakespeare
- Shakespeare per a executius, d'Israel Solà i Pere Planella
- Neu negra
- El somriure del guanyador

## Teatre

### Posades en escena
Des dels seus inicis, l'any 1968, amb la direcció d'una obra amateur al Centre Catòlic d'Olot ha dirigit una cinquatena d'obres de teatre sobretot amb les companyies Teatre Lliure i Zitzània Teatre.
- 2019: Afanys d'amor perduts, de William Shakespeare. Producció: Teatre Nacional de Catalunya.
- 2013: Onze.Nou.CATorze-1714, de Víctor Alexandre, Roger Cònsul i Pere Planella. Producció: Zitzània Teatre
- 2010: Santi's RIP, de Mercè Sàrrias, Roger Cònsul, Santi Ibàñez i Pere Planella. Producció: Eteri, producció i gestió i Zitzània Teatre.
- 2009: 32 Vidres, de Teresa Colom. Producció: Zitzània Teatre.
- 2009: Trifulkes de la KatalanaTribu, el musical, de Víctor Alexandre amb música de Toni Xuclà i lletres de les cançons de Joan Vilamala. Producció: Zitzània Teatre.
- 2009: Trifulkes de la KatalanaTribu, de Víctor Alexandre. Producció: Zitzània Teatre.
- 2008: Míting, de M. Angelet, R. Cònsul, P. Planella. Producció: Zitzània Teatre.
- 2007: Èric i l'Èxercit del Fénix, de Víctor Alexandre. Producció: Zitzània Teatre. Sobre el cas d'Èric Bertran.[3]
- 2005: Nabí, de Josep Carner. Producció: Central de Biblioteques / Fundació la Caixa.
- 2004: Por los pelos, de Paul Portner. Traducció: Nacho Artime. Producció: Kampingags.
- 2003: Nits a Basora, de Carles Batlle. Producció: Institut de Cultura d'Olot i Comissió del Centenari de Marian Vayreda.
- 2003: El segle de les dones, de Marta Pessarrodona. Producció: Institut Català de la Dona.
- 2001/2002: Mort accidental d'un anarquista, de Dario Fo. Traducció: Guillem-Jordi Graells. Coproducció de Zitzània teatre i Teatre de Calaix.
- 2001/2002: Muerte accidental de un anarquista, de Dario Fo. Coproducció Zitzània teatre i La Tentación Producciones. Versió en castellà i euskera.
- 1999/2000: Això guixa, de Joan Oliver. Dramatúrgia: Ignasi Riera, Marta Pessarrodona. Producció: Zitzània teatre i Grec'99.
- 1999/2000: El maniquí, de Mercè Rodoreda. Producció: Teatre Nacional de Catalunya.
- 1999/2000: El pare, d'August Strindberg. Traducció: Feliu Formosa. Producció: Teatre Lliure.
- 1997: Les troianes, versió de Jean-Paul Sartre. Traducció: Manuel de Pedrolo. Producció: Teatro Leister Gaitan. Bogotà. Colòmbia.
- 1995: Mephisto, de Thomas Mann. Adaptació: Arianne Mouchkine. Producció: Artescena.
- 1994: Casem-nos una mica, de Stephen Sonheim. Traducció de Guillem-Jordi Graells. Producció: Anexa.
- 1994: El vals dels desconeguts, de Raimon Àvila. Producció: Institut del Teatre. Companyia de Postgraduats.
- 1993: Dansa d'agost, de Brian Friel. Traducció: Guillem-Jordi Graells Producció: Teatre Lliure.
- 1993: Viatge a la felicitat, de Franz-Xaver Kroetz. Traducció: Feliu Formosa. Producció: Zitzània teatre.
- 1992: A lagarada, de Ramón Otero Pedrayo. Producció: Centro Dramático Galego.
- 1992: ¡Tierra!. Espectacle de Flamenc. Producció: Expo 92, Anexa i eL Lebrijano.
- 1991: Trucades a mitjanit, d'Eric Bogosian. Traducció: Ramon de España. Producció: Mercat de les Flors.
- 1990: Alesio, d'Ignacio Garcia May. Producció: Centro Dramático Nacional.
- 1989: La senyoreta Margarida, de Roberto. Traducció: Emili Teixidor. Producció: Companyia Angels Moll.
- 1988: Agur Eyre, agur, de Brian Friel. Traducció: Teresa Calo. Producció: Tanttaka Teatroa.
- 1988: Titànic92, de Guillem-Jordi Graells. Coproducció de Zitzània Teatre i el Teatre Lliure.
- 1987: El 30 d'abril, de Joan Oliver. Coproducció de Zitzània Teatre i el Teatre Lliure.
- 1987: Pels pèls , de Paul Portner. Traducció: Guillem-Jordi Graells. Producció: Tres X Tres.
- 1986: Damunt l'herba, de Guillem-Jordi Graells. Producció: Zitzània Teatre.
- 1985: Conversa a casa del matrimoni Stein sobre el senyor Goethe, absent, de Peter Hacks. Traducció: Feliu Formosa.
- 1985: El bon doctor, de Neil Simon. Traducció: Guillem-Jordi Graells. Producció: Companyia Posgraduats de l'Institut de Teatre.
- 1984: L'auca del senyor Esteve, de Santiago Rusiñol. Coproducció de Zitzània Teatre, l'Ajuntament de Barcelona - Grec'84, Televisió de Catalunya i la Diputació de Barcelona.
- 1983: Vapors, de Nell Dunm. Traducció: Guillem-Jordi Graells. Coproducció de Zitzània Teatre i El Globus - Centre Dramàtic del Vallès.
- 1982: Muerte accidental de un anarquista, de Dario Fo. Versió castellana. Traducció: Guillem-Jordi Graells.Producció: Zitzània Teatre.
- 1982: Persecució i assassinat, de Jean Paul Marat. Representants del grup escènic de l'Hospici de Charenton sota la direcció del Sr. de Sade, de Peter Weiss. Traducció: Feliu Formosa.Coproducció de Zitzània Teatre i el Centre Dramàtic de la Generalitat de Catalunya.
- 1981: Mort accidental d'un anarquista, de Dàrio Fo. Traducció: Guillem-Jordi Graells. Producció: Zitzània Teatre.
- 1980: Hamlet, de William Shakespeare. Traducció: Terenci Moix. Producció: Teatre Itinerant Catalunya.
- 1979: La bella Helena, de Peter Hacks. Traducció: Joaquim Vilar i Guillem-Jordi Graells. Producció: Teatre Lliure.
- 1979: Abraham i Samuel, de Victor Haim. Traducció: Guillem-Jordi Graells. Producció: Teatre Lliure
- 1978: Hedda Gabler, de Henrik Ibsen. Traducció: Feliu Formosa. Producció: Teatre Lliure.
- 1977: La cacatúa verda, d'Arthur Schnitzler. Traducció: Feliu Formosa. Producció: Teatre Lliure.
- 1976: El bon samarità, de Joan Abellan. Codirecció amb Lluís Pasqual i Fabià Puigserver. Producció: Grec76.
- 1975: L'escola dels bufons, de Michel de Ghelderode. Traducció: Jordi Pujiula. Producció: Pere Planella.
- 1975: Lux in Tenebris, de Bertolt Brecht. Producció: O Seiva Troupe. (Oporto-Portugal).
- 1974: Escorial, de Michel de Ghelderode. Direcció i producció: Pere Planella. Text censurat. Representacions clandestines.
- 1973: Los cantos de Maldoror, del Comte de Lautréamont. Direcció i producció: Pere Planella.
- 1972: Duplopia, creació col·lectiva. Codirecció amb Lluís Pasqual i Iago Pericot. Producció: Institut del Teatre.
- 1970: Èdip Rei, de Sòfocles. Traducció: Carles Riba. Producció: Escola d'Art Dramàtic Adrià Gual.
- 1970: El procés d'un bruixot, de Nolasc del Molar.
- 1969: Antigona, de Sòfocles i J.M. Muñoz Pujol.
- 1968: Bertold Brecht 68, muntatge de poemes de Bertolt Brecht. Producció Cercle Catòlic d'Olot.

### Producció
Com a membre de Zitzània Teatre ha produït els següents muntatges:
- 1989: Gran imprecació davant la muralla de la ciutat, de Tankred Dorst. Traducció: Feliu Formosa.
- 1991: Negroni de ginebra, de Maria Antònia Oliver.
- 1994: Enemic de classe, de Nigel Williams. Versió: Guillem-Jordi Graells.
- 1995: A l'est de qualsevol lloc, d'Edward Thomas.Versió: Guillem-Jordi Graells.
- 1997: Hola Brecht. Textos de Bertolt Brecht. Traducció: Feliu Formosa.
- 1998: Salvats, d'Edward Bond. Traducció: Guillem-Jordi Graells.

## Televisió
- Qui?, sèrie de televisió de 13 capítols produïda per Televisió de Catalunya.[1]

## Guardons[1]
- Nacional de Teatro (Teatre Lliure)
- Premi Adrià Gual
- Premi Nacional de Direcció
- Premi de la Crítica
- Premi Crítica Serra d'Or de Teatre, 1994
- Premi de l'Associació d'Actors i Directors de Catalunya
- Premi de l'Asociación de Directores de Escena